# Vladimer Aptsiauri
Vladimer Aptsiauri (georgiska: ვლადიმერ აფციაური), född den 4 februari 1962 i Manglisi, Georgien, död den 14 maj 2012 i Tbilisi, Georgien, var en sovjetisk fäktare som tog OS-guld i herrarnas lagtävling i florett i samband med de olympiska fäktningstävlingarna 1988 i Seoul.